# Saint-Loup-des-Vignes
Saint-Loup-des-Vignes är en kommun i departementet Loiret i regionen Centre-Val de Loire strax norr Frankrikes mitt. Kommunen ligger i kantonen Beaune-la-Rolande som tillhör arrondissementet Pithiviers. År 2022 hade Saint-Loup-des-Vignes 391 invånare.

## Befolkningsutveckling
Antalet invånare i kommunen Saint-Loup-des-Vignes
| Referens: INSEE |